# 莊朝賓
莊朝賓（1506年—？），字于觀，號瓊泉，福建泉州府惠安縣人，民籍，明朝政治人物。

## 生平
嘉靖十年（1531年）辛卯科福建鄉試第三名舉人。嘉靖二十六年（1547年）中式丁未科會試第七十二名，登第二甲第五十五名進士。户部觀政，授南京工部主事，歷户部员外郎、郎中，出为瑞州知府，升广西副使、贵州、广西参政，致仕。

## 家族
曾祖莊逸民；祖父莊永初；父莊鏘，母陳氏。永感下。兄莊顺清。